# 鄧雲霄
鄧雲霄（1566年—1631年），字玄度，號虚舟，廣東廣州府東莞縣人。明朝政治人物。

## 生平
万历二十二年（1594年）甲午科廣東鄉試舉人，二十六年（1598年）登戊戌科进士，户部觀政，授長洲令，三十三年行取，三十六年八月授南京户科给事中，疏论户部尚书赵世卿造边饷火数多耗银两八十二万二千有奇，竟不详其故。三十八年弹劾通政使曲遷喬、应天府府尹王一乾冒滥京堂，三十八年閏三月升湖廣僉事，四十一年升四川右参议，調湖廣。四十三年與总督漕运户部右侍郎陈荐相讦，不候旨而归，被降级调簡。天启元年，起補陕西按察司僉事，二年改廣西僉事，晉參議。五年考察以不及降一级。

## 家族
曾祖鄧學。祖鄧銑。父鄧世厚，字惟坤，号慎吾。妻趙氏。